# Gecenin Kraliçesi
Gecenin Kraliçesi (en español: Reina de la noche) es una serie de televisión turca de 2016, producida por O3 Medya y emitida por Star TV.

## Trama
Aziz es un millonario empresario de Turquía. Vive junto a toda su familia en una gran mansión en Estambul. Después de la muerte de su esposa Saadet, ha dedicado toda su vida a su querida hija Esra. Con ellos también vive Kartal, un huérfano que fue criado como un hijo. Él se convirtió en la mano derecha de Aziz y en el esposo de Esra. Sin embargo, Mert, el hijo de Aziz, envidia a Kartal por tener más privilegios que él.
En Grasse, Francia, una perfumera llamada Selin conoce a Kartal. Viven un intenso y fugaz romance, pero Kartal se ve obligado a dejarla y continuar su matrimonio con Esra. Los años pasan y la vida de Selin se cruza con Aziz, quien por primera vez sentirá algo especial después de la muerte de su esposa.

## Reparto
- Meryem Uzerli como Selin Bulut
- Murat Yıldırım como Kartal Sakallıoğlu
- Uğur Polat como Aziz Alkan
- Funda Eryiğit como Esra Alkan Sakallıoğlu
- Selim Bayraktar como Hakan Taşçı
- Deniz Celiloğlu como Emre
- Burak Deniz como Mert Alkan
- Seda Akman como Hüma Alkan Taşçı
- Reha Özcan como Osman Bulut
- Gözde Kansu como Zerrin
- Burak Demir como Oktay
- Ömür Arpacı como Sadık Bulut
- Nihan Büyükağaç como Emine Bulut
- Pervin Ünalp como Fatma
- Derya Beşerler como Elif
- Aziz İzzet Biçici como Nevzat
- Fahrettin Eren Dinler como Cengiz
- Sibel Kasapoğlu como Yeşim Bulut
- Naz Sayıner como Burcu Taşçı
- Kaan İrevül como Osman Jr.
- Hürdem Riethmüller como Charlotte
- Yüksel Ünal como Detective Fuat
- Ali Çakalgöz como Saim
- Hakan Akay como Mehmet
- Emre Yetim como Mustafa Sakallıoğlu
- Alp Çoker como Osman Bulut (joven)
- Özay Özgüler como Aziz Alkan (joven)
- Ilgaz Ceribas como Kartal (niño)

## Musicalización
En una escena de la serie se emplea el tema Only Time de la cantante irlandesa Enya.